# براون تاوسه
براون تاوسه (انگلیسی: Brian Tawse؛ زادهٔ ۳۰ ژوئیهٔ ۱۹۴۵) بازیکن فوتبال اهل بریتانیا است.
از باشگاه‌هایی که در آن بازی کرده‌است می‌توان به باشگاه فوتبال آرسنال، باشگاه فوتبال برنتفورد، و باشگاه فوتبال برایتون اند هوو آلبیون اشاره کرد.